# 村山祐司
村山 祐司（むらやま ゆうじ、1953年9月4日 - ）は、日本の地理学者。専門は計量・交通地理学。筑波大学名誉教授。元日本地理学会会長。

## 略歴
- 1953年　茨城県小美玉市生まれ[1]
- 1977年　東京教育大学理学部地学科地理学専攻卒[1]
- 1983年　筑波大学大学院地球科学研究科博士課程中退[1]
- 1985年　三重大学人文学部講師[1]
- 1987年　博士論文『日本における貨物流動の地域構造：動態的な地理的場理論の枠組を用いて』で筑波大学より理学博士の学位を取得
- 1988年　筑波大学地球科学系講師
- 1999年　筑波大学地球科学系助教授
- 2001年　筑波大学地球科学系教授
- 2004年　筑波大学生命環境科学研究科教授
- 2004年　東京大学空間情報科学研究センター客員教授
- 2006年　地理情報システム学会会長[2]
- 2018年　日本地理学会会長[3]
- 2019年　筑波大学を定年退職[1]

## 著書

### 単著
- 『地域分析 地域の見方・読み方・調べ方』古今書院、1990
- 『交通流動の空間構造』古今書院、1991

### 共編著
- （中村和郎、寄藤昂）『地理情報システムを学ぶ』古今書院、1998
- （高阪宏行）『GIS - 地理学への貢献』古今書院、2001
- （井田仁康、伊藤悟）『授業のための地理情報 写真・地図・インターネット』古今書院、2001
- 『21世紀の地理 新しい地理教育 シリーズ<人文地理学>』朝倉書店、2003
- 『地域研究 シリーズ<人文地理学>』朝倉書店、2003
- 『教育GISの理論と実践』古今書院、2004
- 『地理情報システム シリーズ<人文地理学>』朝倉書店、2005
- （岡部篤行）『GISで空間分析 ソフトウェア活用術』古今書院、2006
- （柴崎亮介）『シリーズGIS』全5巻 朝倉書店、2008‐09
- （駒木伸比古）『地域分析 データ入手・解析・評価』新版 古今書院、2013

### 翻訳
- ディビッド・グリッグ『第三世界の食料問題』山本正三 共訳 農林統計協会、1991
- ケン・ジョーンズ, ジム・シモンズ『商業環境と立地戦略』藤田直晴 共監訳 大明堂、1992
- デイビッド・グリッグ『農業変化の歴史地理学』山本正三、手塚章 共訳 二宮書店、2001